# فلورنس برید خان
فلورنس برید خان (انگلیسی: Florence Breed Khan؛ ۱۸۷۵ – ۲۴ ژوئن ۱۹۵۰)  همسر میرزا علی کولی خان دیپلمات و مترجم ایرانی بود. او از اعضای بهایی‌شده این منطقه بود.  او در لینن، ماساچوست بدنیا آمد و پدرش سازنده کفش بود. او صاحب ۳ فرزند  به نام‌های رحیم (متولد ۱۹۰۵)، مرضیه (۱۹۰۸) و حمیده (۱۹۱۰) بود. در دهه هفتاد زندگی خود در تنیک نیوجرسی درگذشت. 